# Asian News
Asian News is een traditioneel Chineestalige krant die gedrukt wordt in Nederland. Het blad wordt sinds 1992 verspreid in Chinese winkels en restaurants in Nederland en België. De krant is gratis en bestaat heden uit twee delen: een in groot formaat en een in tabloidformaat. Hij heeft een oplage van 50.000. De krant geeft nieuws over Chinezen in Nederland en andere landen. Ook wordt belangrijk Belgisch en Nederlands nieuws vertaald naar het Chinees.